# Catuscia Palamidessi
Pour les articles homonymes, voir Palamidessi.
Catuscia Palamidessi (née en 1959) est une informaticienne italienne.

## Carrière
Catuscia Palamidessi est directrice de recherche Inria au sein de l’équipe-projet Comete et membre du Laboratoire d’Informatique de l’École polytechnique (LIX - CNRS/École polytechnique/inria).

## Travaux
Les recherches de Catuscia Palamidessi se caractérisent par l'application de méthodes mathématiques et logiques à l'informatique. Elle a travaillé dans divers domaines, y compris la théorie de la concurrence, où elle a prouvé des résultats de séparation entre la communication synchrone et asynchrone, ainsi que dans les domaines de la sécurité et la protection de la vie privée, où elle a proposé une variante du cadre de la "differential privacy", avec des applications à la protection des informations de localisation ("géo-indistinguishability"). Plus récemment, elle a commencé à explorer les enjeux éthiques de l'intelligence artificielle, en particulier l'équité et le contrôle des fuites d'informations dans l'apprentissage automatique.

## Prix et distinctions
En 2022 elle est lauréate du Grand Prix Inria de l'Académie des sciences.